# Traute Lafrenz
Traute Lafrenz (Amburgo, 3 maggio 1919 – Charleston, 6 marzo 2023) è stata un'attivista e medica tedesca naturalizzata statunitense.
Membro del gruppo antinazista  della Rosa Bianca, riuscì a sopravvivere alle indagini della Gestapo a differenza di altri membri del gruppo come Hans e Sophie Scholl.

## Biografia

### Educazione
Nel 1933, all'età di 14 anni, si trasferì dalla Klosterschule al Lichtwark-Gymnasium, un liceo artistico sperimentale che seguiva la "Nuova Educazione" (Reformpädagogik), movimento cui appartengono anche le scuole Steineriane. Qui conobbe Heinz Kucharski e seguì le lezioni di Erna Stahl, che continuò ad insegnare seguendo i valori liberali e musicali della "Nova Educazione" anche dopo la presa del potere del nazismo finché non fu allontanata con un provvedimento disciplinare nel 1935. Queste lezioni vengono ricordate da lei come "un regalo per l'intera vita". Fu qui che si avvicinò alla filosofia di Rudolf Steiner ed all'antroposofia, filosofia in cui si è riconosciuta fino alla sua morte e che fu la base della sua opposizione al nazismo.
Nel 1937, dopo la chiusura delle scuole miste (coeducazione) e la trasformazione del Lichtwark-Gymnasium in una scuola per soli ragazzi, fece ritorno alla Klosterschule (che malgrado il nome era una scuola statale) dove si diplomò nel 1938 assieme alla sua amica Margaretha Rothe che poi diventerà assieme a lei membro della Rosa Bianca ad Amburgo.
Iniziò quindi con Margaretha a studiare medicina all'Università di Amburgo nel semestre estivo del 1939. Concluso il semestre fu costretta a svolgere il Reichsarbeitsdienst in Pomerelia. Qui ebbe modo di conoscere Alexander Schmorell, che sarà con Hans Scholl il fondatore della Rosa Bianca.

### Monaco e la Rosa Bianca
Nel maggio 1941 si trasferì a Monaco di Baviera, dove conobbe Hans Scholl e Christoph Probst. In questo periodo, nella sua convinta opposizione al governo nazista di Adolf Hitler trovò ispirazione dagli scritti del filosofo austriaco Rudolf Steiner.
Frequentò molti incontri del gruppo della Rosa Bianca inclusi quelli con Kurt Huber. Alla fine del 1942 fu lei a portare il terzo volantino del gruppo ad Amburgo facendosi aiutare nella distribuzione dal suo già compagno di scuola Heinz Kucharski.
Quando, il 18 febbraio 1943, Hans e Sophie Scholl furono arrestati e poi giustiziati il 22, fu l'unica non parente stretta a partecipare ai funerali, nonostante la presenza delle SS fuori dalla chiesa. Fu arrestata il 15 marzo e giudicata assieme ad Alexander Schmorell e Kurt Huber. Fu condannata il 19 aprile 1943 a un anno di prigione per complicità. Dopo il suo rilascio fu arrestata nuovamente dalla Gestapo nel corso delle indagini sulla filiale di Amburgo della Rosa Bianca e fu liberata soltanto nel 1945 dall'arrivo a Baureuth delle truppe americane.

### Dopo la guerra
Tornò a Monaco e si laureò in medicina.
Nel 1947 si trasferì negli Stati Uniti dove si sposò e ebbe quattro figli. Ha vissuto a San Francisco e a Chicago, dove fu preside di una scuola per bambini svantaggiati per ventitré anni. Visse gli ultimi anni della sua vita a Charleston, in Carolina del Sud, dove morì il 6 marzo 2023. Negli Stati Uniti divenne una grande esperta e sostenitrice dell'antroposofia.
Nel 2019, in occasione del suo centesimo compleanno, ricevette l'Ordine al merito di Germania.

## Onorificenze
Ordine al merito di Germania